# 奧里斯巴赫河
47°29′14″N 7°44′09″E / 47.48734°N 7.73578°E

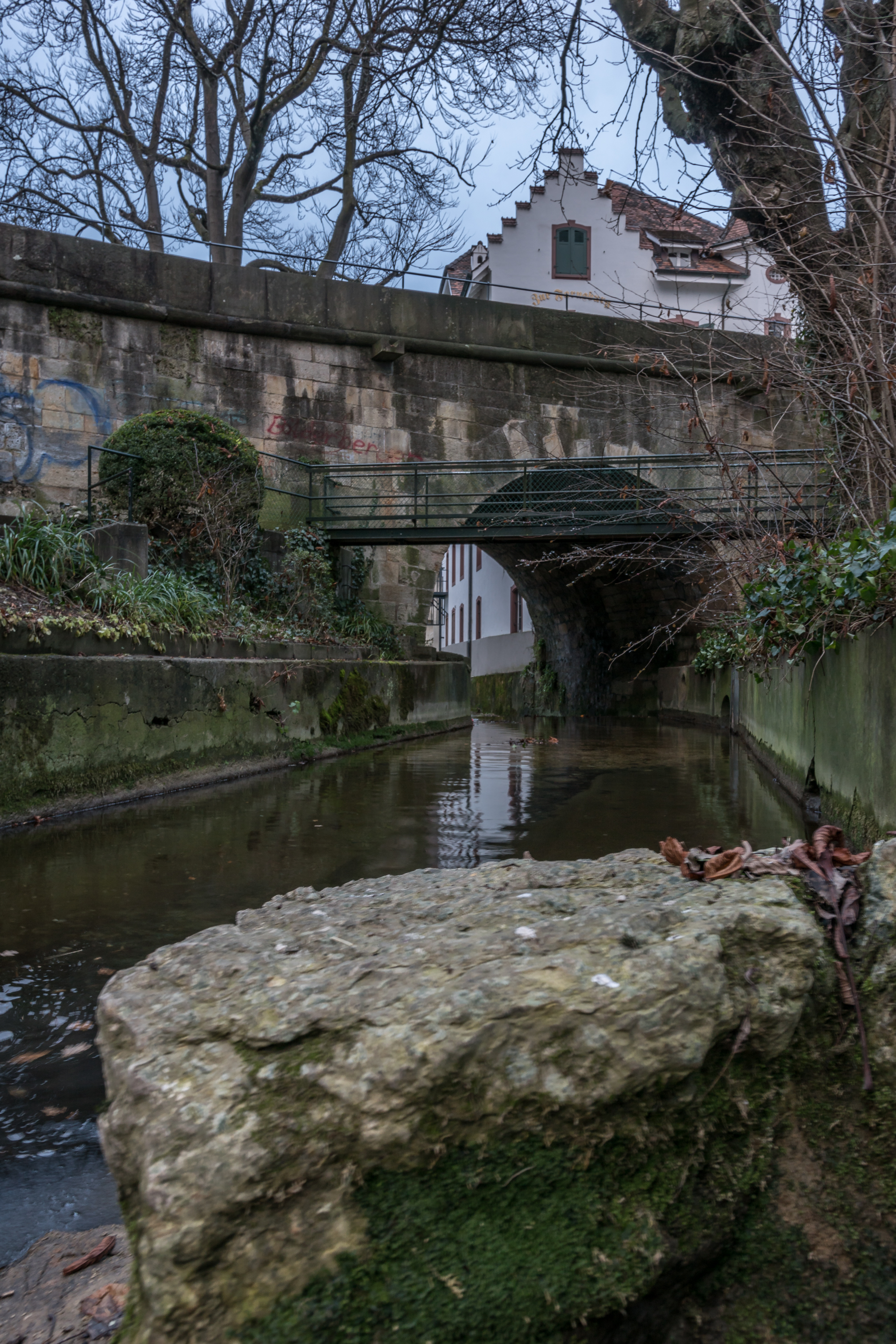

奧里斯巴赫河是瑞士的河流，位於該國西北部，流經巴塞爾鄉村州和索洛圖恩州，屬於埃爾戈茨河的支流，河道全長9公里，流域面積20.8平方公里，發源自比倫附近，河口處在利斯塔爾。